# A'arab Zaraq - Lucid Dreaming
A'arab Zaraq - Lucid Dreaming è considerato il sesto album in studio del gruppo musicale svedese symphonic metal Therion. Pubblicato nel 1997 dalla Nuclear Blast Records per il decimo anniversario dalla fondazione della band. In realtà, è un collage di canzoni rimaste fuori dal precedente disco con cover di band del passato e composizioni eseguite per una colonna sonora.

## Tracce
1. In Remembrance - 6:28
2. Black Fairy - 5:56
3. Fly to the Rainbow (Scorpions) - 8:14
4. Children of the Damned (Iron Maiden) - 4:30
5. Under Jolly Roger (Running Wild) - 4:36
6. Symphony of the Dead (new instrumental version) - 3:39
7. Here Comes the Tears (Judas Priest) - 3:21
8. Enter Transcendental Sleep - 4:22
9. The Quiet Desert - 3:52
10. Down the Qliphothic Tunnel - 2:53
11. Up to Netzach / Floating Back - 4:08
12. The Fall Into Eclipse - 3:44
13. Enter Transcendental Sleep II - 3:51
14. The Gates to A'arab Zaraq Are Open - 1:25
15. The Quiet Desert II - 3:51
16. Down the Qliphothic Tunnel II - 2:53
17. Up to Netzach II - 2:53
18. Floating Back II - 0:49

## Formazione
- Christofer Johnsson - chitarra, basso, tastiera, pianoforte
- Piotr Wawrzeniuk - batteria, voce
- Jonas Mellberg - chitarra
- Lars Rosenberg - basso